# Верхня Лобва
Верхня Лобва́ (рос. Верхняя Лобва) — присілок у складі Новолялинського міського округу Свердловської області.
Населення — 9 осіб (2010, 38 у 2002).
Національний склад населення станом на 2002 рік: росіяни — 87 %.